# Hořec hořepník
Hořec hořepník (Gentiana pneumonanthe) je druh hořce s lodyhou vysokou až 60 cm a květy tmavě modrými. Lodyh je obvykle několik. Květenství je nevětvené, víceméně chudokvěté. Prašníky jsou spojené v trubičku.

## Výskyt
Hořec hořepník se vyskytuje na střídavě vlhčích, na živiny bohatých a minerálními látkami dobře zásobených stanovištích, Severní hranice rozšíření dosahuje 60. rovnoběžky, prochází od Britských ostrovů přes jižní Skandinávií, Pobaltí, Karélií, Ural až na Kamčatku. Jižní hranice v Evropě je dána Pyrenejským, Apeninským a Balkánským poloostrovem, dále pokračuje přes Kavkaz, pohoří Střední Asie, okolí Bajkalu až po východní oblasti Sibiře. Vyskytuje se od hladiny moře až po nadmořská výšku okolo 1200 m.
V České republice roste v teplejších oblastech okolo větších řek a v rybničních zónách na pastvinných loukách, lesních světlinách a pasekách. Kdysi byl místy i hojný, nyní s likvidaci jeho přirozených biotopů se v ČR i celé Střední Evropě stává v posledních 30 létech poměrně vzácným. Škodí mu meliorace stanovišť (pokles spodní vody), ukončení kosení nebo spásání trávy a případné zarůstání keřovým patrem. Úspěšnost klíčení a přežívání juvenilních rostlin v hustém travním porostu nebo na zastíněném stanovišti je minimální, největší je v lokalitách s narušeným drnovým pokryvem (například pastvou). Vhodným biotopem jsou v našich podmínkách podmáčené louky svazu Molinion, slatiny, okraje rašelinišť a pastviny svazu Vilion caninae.

## Popis
Vytrvalá bylina s přímou až krátce vystoupavou nevětvenou rýhovanou lodyhou dorůstající do výšky 10 až 60 cm. Je to hemikryptofyt, pupeny na tlustém, světle šedém šupinatém oddenku jsou těsně nad zemí a v zimním období jsou chráněny odumřelými listy. U starší rostliny vyrůstá lodyh několik. Jsou porostlé vstřícnými, přisedlými 1 až 3žilnými čárkovitými až čárkovitě kopinatými, po okrajích mírně podvinutými listy o délce 2,5 až 5 cm a šířce 0,2 až 1,2 cm, ve spodní části lodyhy jsou listy kratší.
Květy přisedlé vyrůstají jednotlivě na vrcholku lodyhy a květy na stopkách 3 až 6 mm dlouhých z paždí horních listů. Pod kalichem jsou dva listence. Květů nebývá na lodyze obvykle více než pět. Zvonkovitý kalich válcovitého tvaru je rozeklán asi do poloviny v pět čárkovitě kopinatých cípů. Kuželovitě srostlá nálevkovitá koruna dlouhá 2,5 až 5 cm, převážně tmavomodré barvy se zelenými skvrnkami a světlejšími pruhy, má také pět cípů prostřídaných malými zoubky. Bílé prašníky, otvírající se na straně přilehlé ke koruně, nesené pěti tyčinkami jsou v květu umístěny níže než přisedlá blizna na vrcholu pestíku dlouhého 15 mm.
Ve středoevropských podmínkách hořec hořepník kvete od konce června do počátku září. Jeho protoandrické květy, pyl uzrává o 2 až 3 dny dříve než je blizna schopná se opylit (nejsou ještě zralá vajíčka v semeníku), opylují převážně čmeláci, včely a můry vysávající ze dna květů nektar. Hmyz se přitom pylem sice zapráší, ale opylit jim může jen jiný, starší květ s již rozvitou bliznou. S dozráváním blizny povyroste v květu i koruna hustě pokrytá lepkavým pylem z vlastních prašníků a pyl se tak dostane se na stejnou úroveň s bliznou. Když se na večer koruna zavírá dosedne na bliznu, pokud tato nebyla dosud opylena cizím pylem opylí se vlastním. V září až říjnu dozrávají v jednopouzdrých tobolkách, 15 až 20 mm dlouhých a 3 až 4 mm širokých se stopkou do 2 cm, zploštělá bezkřídlá semena. Jsou velmi malá, 300 až 700 v jedné tobolce a roznáší je vítr na nepříliš velké vzdálenosti. Poprvé vykvétá až 5letá rostlina.Druh zaměnitelný snad jedině za hořec tolitovitý (Gentiana asclepiadea), od kterého jej odlišují užší listy s nezřetelnými žilkami a krátce stopkaté květy.

## Význam
Kořen hořce hořepníku, stejně jako ostatní hořce, obsahuje hořké glykosidy Gentiin a Gentiamarin. Pro jeho zřídkavý výskyt již není obvyklé využívat jeho kořene a listů k léčebným účelům jako u jiných hořců (např. při nemoci zažívacího ústrojí a plic, jako antiseptika nebo pro ochucování alkoholických nápojů).

## Výskyt v Česku
Hořec hořepník patří podle „Černého a červeného seznamu cévnatých rostlin ČR“ mezi rostliny silně ohrožené C2 (EN). Ve volné přírodě je přísně ochraňován, v zahradách bývá občas pěstován jako skalnička. Ve větším množství se vyskytuje v několika málo lokalitách, např. v CHKO Slavkovský les (PP Hořečková louka na Pile), v CHKO Bílé Karpaty (NPR Čertoryje, NPR Jazevčí, NPR Porážky) a v oblasti Českých Budějovic (PP Ohrazení, PP Kaliště) a u Blatné (PR Kovašínské louky).

## Poznámka
Hořec hořepník je v Česku jedinou živnou rostlinou housenek ohroženého motýla monofága modráska hořcového (Maculinea (Phengaris) alcon), který se stává v celé Evropě stále vzácnějším. Samičky modráska nakladou vajíčka na poupata květů. Vylíhlé larvy až do posledního instaru žijí v semeníku který vyžírají. Pak ho prokoušou, vypadnou na zem a dále používají kukaččí strategií. Mravenci rodu Myrmica je považují za mravenčí larvy a donesou je do mraveniště. Tam larvy modráska krmí asi 11 měsíců, pak se larvy zakuklí a po měsíci se vylíhnou motýli, kteří mraveniště urychleně opustí.